# Sehličke
Sehličke (znanstveno ime Marasmiellus) so rod gliv iz družine livkarjevk (Omphalotaceae).
Ime rodu je sestavljeno iz dveh delov: Marasm- izhaja iz grške besede μαρασμός (marasmós), ki pomeni "sušenje" ali "venenje". To se nanaša na značilnost nekaterih gliv iz te skupine, ki lahko navlažene ponovno oživijo, kar je značilno za rod sehlic (Marasmius. -ellus je latinska pripona in pomeni "majhen" ali "manjši". V taksonomskem kontekstu se uporablja za označevanje rodov ali vrst, ki so podobni nečemu, vendar manjši ali manj pomembni. V tem primeru Marasmiellus pomeni "majhen Marasmius".

## Seznam sehličk Slovenije[2]
- drobcena sehlička (Marasmiellus anthocephalus)
- bela sehlička (Marasmiellus candidus)
- nežna sehlička (Marasmiellus pseudogracilis)
- kopučasta sehlička (Marasmiellus trabutii)